# Clyde Simmons
(en) Statistiques sur pro-football-reference
Clyde Simmons Jr. (né le 4 août 1964 à Lane  en Caroline du Sud) est un joueur américain de football américain évoluant au poste de defensive end pour les Eagles de Philadelphie, les Cardinals de l'Arizona, les Jaguars de Jacksonville, les Vikings du Minnesota et les Bears de Chicago. Il a été sélectionné au Pro Bowl en 1991 et 1992. Il mène la National Football League en 1992 avec 19 sacks et termine sa carrière avec 121,5 sacks. Entre les saisons 1993 et 1994 avec les Cardinals de l'Arizona, il enregistre 17 sacks et 73 tacles. En 1996, il retourne une interception pour un touchdown en rencontre éliminatoire contre Jim Kelly. 
En 2012, il devient entraîneur assistant de la ligne défensive des Rams de Los Angeles. 